# Uzbekistan Airways
Uzbekistan Airways är ett flygbolag från Uzbekistan som började flyga år 1992. 

## Flotta
Flygbolaget har följande flygplan.